# جانگسان (گنگ وون)
جانگسان (به لاتین: Jangsan) یک کوه است که در کره جنوبی واقع شده‌است. جانگسان ۱٬۴۰۸ متر بالاتر از سطح دریا واقع شده‌است.